# Mantelfläche
Als Mantelfläche oder kurz Mantel bezeichnet man in der Geometrie einen Teil der Oberfläche bestimmter Körper. In diesem Artikel wird die Mantelfläche von Rotationskörpern behandelt, zu denen unter anderem der Zylinder, der Kegel und der Kegelstumpf zählen. Zur Mantelfläche bei Nicht-Rotationskörpern wird auf die jeweiligen Artikel verwiesen (siehe z. B. Pyramide und Prisma). „Boden“ (Grundfläche) und „Deckel“ (Deckfläche) des Körpers werden, falls vorhanden, in der Regel nicht zum „Mantel“ (Mantelfläche) gezählt und gelegentlich als „Stirnflächen“ bezeichnet.
Die Mantelfläche von Zylinder, Kegel und Kegelstumpf kann durch „Abrollen“ oder „Abwickeln“ zweidimensional dargestellt werden. Zur Berechnung der Fläche genügen in diesen Fällen einfache geometrische Formeln. Allgemein gilt für Rotationskörper, dass ihre Mantelfläche durch Rotation eines Graphen einer Funktion um eine Koordinatenachse entsteht. Bei diesem Ansatz wird die Integralrechnung zur Berechnung der Fläche benötigt.

## Mantelfläche des Kreiszylinders

Abbildung 1: Gerader Kreiszylinder mit abgerollter Mantelfläche

Die blaue Fläche in Abbildung 1 entspricht der Mantelfläche des gezeigten Kreiszylinders. Dieser könnte etwa durch Rotation einer konstanten Funktion um eine Koordinatenachse entstehen.
Interessant ist, dass die Mantelfläche eines Zylinders, der gerade eine Kugel in sich aufnehmen kann (Zylinderradius = Kugelradius {\displaystyle r} und Zylinderhöhe {\displaystyle h=2r}), mit der Oberfläche der Kugel übereinstimmt.

## Mantelfläche des Kegels
Siehe dazu Kegel (Geometrie)#Mantelfläche.

## Mantelfläche des Kegelstumpfs

Abbildung 2: Kegelstumpf und seine abgewickelte Mantelfläche

Die punktierte Fläche in Abbildung 2 entspricht der Mantelfläche des gezeigten Kegelstumpfs, betrachtet in der Draufsicht. Dieser könnte etwa durch Rotation einer Geraden um eine Koordinatenachse entstehen.

### Herleitung
Es sei {\displaystyle M_{\mathrm {G} }} die Mantelfläche des ganzen Kegels,
{\displaystyle M_{\mathrm {H} }} die Mantelfläche vom kleinen Kegel und
{\displaystyle M_{\mathrm {KS} }} die Mantelfläche vom Kegelstumpf,
dann errechnet sich die Mantelfläche
{\displaystyle M_{\mathrm {KS} }} des Kegelstumpfes durch
{\displaystyle M_{\mathrm {KS} }=M_{\mathrm {G} }-M_{\mathrm {H} }}
Nun bezeichnet man zusätzlich zu den in der Skizze bereits festgelegten Variablen die Verlängerung der Höhe {\displaystyle h} zur Spitze {\displaystyle s} mit {\displaystyle x} und die Verlängerung der Seitenlänge {\displaystyle m} zur Spitze des Kegels mit {\displaystyle s_{\mathrm {x} }}.
Mit Hilfe dieser Notation verifiziere man anschließend
{\displaystyle (1)~~M_{\mathrm {KS} }=M_{\mathrm {G} }-M_{\mathrm {H} }=\pi r(m+s_{\mathrm {x} })-\pi Rs_{\mathrm {x} }}
(Hinweis zu den Formeln für {\displaystyle M_{\mathrm {G} }} und {\displaystyle M_{\mathrm {H} }}:
Für die Fläche eines Kreissegments gilt {\displaystyle A=\pi r^{2}{\frac {\alpha }{360^{\circ }}}} und für den Segmentbogen {\displaystyle b=2\pi r{\frac {\alpha }{360^{\circ }}}=\pi r{\frac {\alpha }{180^{\circ }}}} woraus {\displaystyle A={\frac {1}{2}}br} folgt.
Angepasst an die gegebenen Variablen des Kegels ergeben sich die Formeln für {\displaystyle M_{\mathrm {G} }} und {\displaystyle M_{\mathrm {H} }} (siehe Abbildung 2: rechts, abgewickelte Mantelfläche).)
Mit Hilfe der Strahlensätze leitet man folgenden Zusammenhang innerhalb des Kegels für {\displaystyle s_{\mathrm {x} }} her:
{\displaystyle {\frac {(m+s_{\mathrm {x} })}{s_{\mathrm {x} }}}={\frac {r}{R}}\Leftrightarrow R(m+s_{\mathrm {x} })=rs_{\mathrm {x} }\Rightarrow s_{\mathrm {x} }={\frac {Rm}{r-R}}}.
Durch Einsetzen von {\displaystyle s_{\mathrm {x} }} in {\displaystyle (1)} erhält man schließlich
{\displaystyle {\begin{matrix}M_{\mathrm {KS} }&=&\pi \left(rm+r({\frac {Rm}{r-R}})-R({\frac {Rm}{r-R}})\right)\\&=&\pi \left(rm+{\frac {rRm}{r-R}}-{\frac {R^{2}m}{r-R}}\right)\\&=&\pi m\left(r+{\frac {R(r-R)}{r-R}}\right)\\&=&\pi (r+R)m\end{matrix}}}

### Flächenberechnung mit guldinscher Regel
Mithilfe der ersten guldinschen Regel {\displaystyle M=L\cdot 2\pi R} lässt sich die Fläche ebenfalls leicht ausrechnen:
{\displaystyle L} ist die Länge der erzeugenden Linie {\displaystyle m} (Mantellinie) und {\displaystyle R} ist die Position ihres Schwerpunkts {\displaystyle {\frac {r_{\mathrm {1} }+r_{\mathrm {2} }}{2}}.}
Einsetzen ergibt die Mantelfläche des Kegelstumpfes {\displaystyle M=\pi \cdot m\cdot (r_{\mathrm {1} }+r_{\mathrm {2} }).}

## Berechnung der Mantelfläche eines Rotationskörpers
Der Graph einer Funktion {\displaystyle f\colon [a,b]\to \mathbb {R} _{0}^{+}}, die Mantellinie, rotiere um die x-Achse. Nun sei die Mantelfläche dieser Mantellinie im Bereich von {\displaystyle x_{1}=a} bis {\displaystyle x_{2}=b} gesucht.

### Rotation um die x-Achse
{\displaystyle M=2\pi \cdot \int _{a}^{b}f(x){\sqrt {1+f'(x)^{2}}}\,\mathrm {d} x}
Erklärung:
Man stellt sich den Rotationskörper vor als zusammengesetzt aus auf der x-Achse aufgereihten Scheiben, die jede einen Kegelstumpf der Seitenlänge {\displaystyle \Delta L} und den Radien {\displaystyle r_{1}} und {\displaystyle r_{2}} darstellen. Die Summe über die Mantelflächen der Kegelstümpfe (s. o.) bildet dann die gesamte Mantelfläche
{\displaystyle M=\sum _{i}\pi \cdot \Delta L_{i}\cdot (r_{1i}+r_{2i}).}
Das Linienelement {\displaystyle \Delta L_{i}} der rotierenden Funktion {\displaystyle f(x)} ist über den Satz des Pythagoras gegeben als
{\displaystyle \Delta L_{i}={\sqrt {(\Delta x_{i})^{2}+(\Delta y_{i})^{2}}}={\sqrt {1+\left({\frac {\Delta y_{i}}{\Delta x_{i}}}\right)^{2}}}\Delta x_{i}.}
Beim Grenzübergang zum Integral (immer mehr und gleichzeitig entsprechend dünnere Kegelstumpfscheiben) werden {\displaystyle r_{1i}=r_{2i}=f(x_{i})} und man kann schreiben
{\displaystyle M=\pi \sum _{i}2\cdot f(x_{i})\cdot {\sqrt {1+\left({\frac {\Delta y_{i}}{\Delta x_{i}}}\right)^{2}}}\Delta x_{i}\rightarrow 2\pi \cdot \int _{a}^{b}f(x){\sqrt {1+f'(x)^{2}}}\,\mathrm {d} x.}

### Rotation um die y-Achse
Hier gilt demnach:
{\displaystyle M=2\pi \cdot \int _{\min(f(a),f(b))}^{\max(f(a),f(b))}x{\sqrt {1+(x')^{2}}}\,\mathrm {d} y}
mit {\displaystyle x=f^{-1}(y)}, d. h. nach {\displaystyle x} aufgelöst und {\displaystyle x'={\frac {dx}{dy}}}.